# Adam Moralt
Adam Moralt   (Mannheim, agost 1748 - Múnic, 2 de novembre de 1811) fou el progenitor de la família d'artistes de Múnic Moralt.
Moralt era fill del músic de la cort Adam Moralt. Després de rebre les primeres lliçons artístiques del seu pare, va començar la seva carrera musical a la cort de Mannheim i amb el pas dels anys va assolir una bona posició i, per tant, es va convertir en el successor del seu pare.
El 9 de gener de 1770, als 22 anys, Moralt es va casar amb Maria Anna Cramer, filla del flautista i músic de la cort Johann Jacob Cramer. Va tenir vuit fills amb ella, cinc dels quals van néixer a Mannheim i Schwetzingen i els més joves a Múnic. Mitjançant aquest matrimoni, Moralt es va relacionar amb la família de músics Cramer a Londres.
Quan l'orquestra de la cort de Mannheim es va traslladar a la cort de Múnic el 1778 amb "... els temes millors i més útils...", Moralt també era un dels elegits. Tanmateix, la seva dona Maria Anna sembla que va romandre uns mesos més a Mannheim, ja que hi va donar a llum una nena el 1779. La neteja dels membres de l'orquestra va canviar entre Mannheim i Schwetzingen, ja que l'orquestra de la cort havia de tocar a Mannheim a l'hivern i al castell de Schwetzingen els mesos d'estiu.
Als 51 anys, Maria Anna Moralt va morir l'1 d'octubre de 1794, deixant enrere set nois i una filla. L'habitual mig any de dol no acabava del tot quan Moralt es va casar per segona vegada i es va casar amb Maria Walburga Sacherbacher, filla d'un mestre d'escola de Feldmoching, a la catedral de Nostra Senyora el 15 de febrer de 1795. Havia demanat al kistler burgès Georg Gernet i al timpanista del tribunal electoral Joseph Kramer, el germà de la seva primera dona, que en fossin els testimonis. Moralt va tenir sis fills amb la seva antiga dona, una de les quals va morir en la infància. Quan es van redactar llistes de cases a Múnic el 1811, es va assenyalar que "hi ha onze nens vius, set dels quals encara no estan supervisats".
El Tribunal i el calendari estatal del Palatinat esmenten el membre de l'orquestra de la cort Adam Moralt, que va exercir les seves funcions juntament amb els dos membres Johann Rebecke i Joachim Penkmayr, des del 1789 només amb Penkmayr sol. Un extracte de la llista de personal dels funcionaris judicials mostra que Moralt cobrava un salari anual de 433 florins i també tenia uns altres ingressos addicionals. Per exemple, per decret electoral de l'11 Hornung (febrer) de 1779, se li va assignar el lliurament de les cordes necessàries per a la música de la cort, pel qual se li concedien 200 florins anuals a títol global, a pagar en quotes mensuals. Va ser aquest lliurament de cordes el que el va impulsar a presentar-se al director musical del tribunal electoral, el comte Clemens August von Törring-Seefeld.

El tribunal electoral i el comissari del teatre nacional eren, evidentment, un home assenyat i van transmetre a l'elector la sol·licitud de Moralt amb la recomanació d'augmentar la compensació per al subministrament de cordes de 25 florins al mes a 50 florins, ja que, tal com escriu, 
| « | <Dermalen on, per circumstàncies conegudes, no es poden presentar res més que actuacions de cant i ball al teatre de la pista electoral, el consum de les cordes és molt superior al de l'època normal i el preu de les cordes, que només estan disponibles a Itàlia, també ha augmentat notablement.> | » |

Amb la qual el comissari Joseph Maria Babo va descriure el fet que personalment no li agradaven els ballets que s'havien de donar contínuament per a l'ocupació francesa. L'elector, però, es va estalviar i va retornar la sol·licitud d'un informe exacte, 
| « | <en quant havia augmentat el consum de cadenes en comparació amb altres anys, de manera que s'hauria de fer la mateixa substitució (moral) de les cadenes que s'havien de lliurar.> | » |

Existeix una nota del 1806 segons la qual els dos Kalkanten rebien una nova capa del director de música de la cort cada quatre anys. Presumiblement es tractava d'un abric d'uniforme blau reial, de la mateixa manera que els músics de la cort portaven els uniformes de servei. Devien ser bons i bonics abrics, perquè la parella costava 87 florins i 36 kreuzers, molts diners per l'època. En aquest moment, el salari dels Kalkanten era, com es pot comprovar pel pressupost del director musical de la cort, de 480 florins a l'any.
Adam Moralt va morir el 2 de novembre de 1811 cap a les nou del vespre, després de patir un ictus, després de sis mesos i els esforços del Dr. Orff ja no el va poder salvar. La vídua Maria Walburga va sobreviure a Adam Moralt durant gairebé 15 anys. Va morir el 19 de gener de 1826 i va ser enterrada el 22 de gener.
El seu gendre va ser el cantant d'òpera Julius Pellegrini (1806–1858), la seva nora Sophia Corri (1775–1847) i el seu net el violinista Alfred Pellegrini (1887–1962).